# Connie Britton
Connie Britton (Boston, Massachusetts, 6 maart 1967) is een Amerikaanse actrice.

## Carrière
Britton speelde van 1996 tot 2000 in de televisieserie Spin City. Ze verdween uit de serie toen Charlie Sheen de hoofdrol overnam van Michael J. Fox. In 2004 was ze te zien als vrouw van de trainer in de film Friday Night Lights. Van 2006 tot 2011 speelde ze dezelfde rol met een andere naam in de gelijknamige televisieserie. Ze werd in 2010 en 2011 genomineerd voor een Emmy Award voor deze rol en in 2010 won ze een Satellite Award in de categorie beste actrice in een dramaserie. Vanaf 2011 was ze te zien als "Vivien Harmon" in verscheidene seizoenen van de televisieserie American Horror Story.

## Filmografie

#### Film
De onderstaande lijst is incompleet.
- 1995 - The Brothers McMullen - Molly McMullen
- 1998 - No Looking Back - Kelly
- 2001 - One Eyed King - Helen Riley
- 2001 - The Next Big Thing - Kate Crowley
- 2003 - Lost at Home - Rachel Rouse
- 2004 - Looking for Kitty - Marcie Petracelli
- 2004 - Friday Night Lights - Sharon Gaines
- 2005 - Special Ed - Abi
- 2005 - The Life Coach - Connie
- 2006 - The Lather Effect - Valinda
- 2006 - The Last Winter - Abby Sellers
- 2009 - Women in Trouble - Doris
- 2010 - A Nightmare on Elm Street - Dr. Gwendoline Holbrook
- 2011 - Conception - Gloria
- 2013 - Angels Sing - Susan Walker
- 2019 - Bombshell - Beth Ailes
- 2025 - The Life List - Mom

#### Televisie
De onderstaande lijst is incompleet.
- 1995–1996 - Ellen - Heather
- 1996 - Escape Clause - Leslie Bullard
- 1996–2000 - Spin City - Nikki Faber
- 1998 - Cupid - Madeleine
- 2000–2001 - The Fugitive - Maggie Kimble Hume
- 2001 - Child Star: The Story of Shirley Temple - Gertrude Temple
- 2001 - The Fighting Fitzgeralds - Sophie
- 2001 - The West Wing - Connie Tate
- 2003 - Lost at Home - Rachel Davis
- 2005 - Life As We Know It - Papa Wheelie
- 2006 - 24 - Diane Huxley
- 2006–2011 - Friday Night Lights - Tami Taylor
- 2011–2018 - American Horror Story - Vivien Harmon
- 2012–2018 - Nashville - Rayna James
- 2018 - 9-1-1 - Abby Clark
- 2018–heden - Dirty John - Debra Newell
- 2018–heden - SMILF - Ally
- 2021 - The White Lotus - Nicole Mossbacher

- Bibliothèque nationale de France: cb14159227p (data)
- Catàleg d'autoritats de noms i títols de Catalunya: 981058520577906706
- Gemeinsame Normdatei: 1014006694
- International Standard Name Identifier: 0000 0003 6038 8484
- Library of Congress Control Number: no2002091075
- MusicBrainz: c8840658-171c-4689-81e5-2ef7d8a4a144
- Nationale Bibliotheek van Tsjechië: xx0225240
- Nationale Bibliotheek van Polen: a0000001773477
- Nederlandse Thesaurus van Auteursnamen: 352608277
- Système universitaire de documentation: 160676207
- Virtual International Authority File: 222453807
- WorldCat: E39PBJtcCRBchWcTQdr8WVdbBP